# Secret statistique
Le secret statistique vise à protéger les intérêts économiques des entreprises et la vie privée des citoyens dont les données ont été collectées lors d'enquêtes.	
Le secret statistique est une mesure, qui s’applique en France mais aussi dans d'autres pays, lors de la publication de données, publiques ou pas.
Il s’agit généralement de chiffres concernant de très petites subdivisions administratives (typiquement, la commune en France), où la donnée n’aurait plus de signification statistique mais désignerait explicitement un ou quelques cas particuliers, reconnaissables par le voisinage.
La loi n°51-711 du 7 juin 1951 modifiée sur l’obligation, la coordination et le secret en matière de statistiques définit la notion de secret statistique, ses limites et ses conditions. Elle précise également les sanctions applicables en cas de violation du secret statistique : jusqu'à 1 an d’emprisonnement, et/ou jusqu'à 15000 euros d'amende.
Un comité du secret statistique a été créé par les autorités françaises afin de veiller au bon respect de ce secret.

## Règles de diffusion
En France, des règles strictes de diffusion ont été définies : les données publiées à partir des enquêtes et du recensement de la population ne permettent une identification ni directe ni indirecte des répondants et de leurs réponses.
Pour les données relatives aux	entreprises : aucun résultat publié ne concerne moins de trois entreprises ou établissements. De plus, aucun résultat n’est diffusé quand une entreprise ou un établissement contribue à lui seul à plus de 85 % de ce résultat.
La CNIL exerce son contrôle sur la diffusion des données relatives aux personnes physiques.